# Temporada 2011-2012 del Liceu
La temporada 2011-2012 del Liceu havia programat l'estrena al teatre de dues òperes breus d'Alexander von Zemlinsky: Eine florentinische Tragödie i Der Zwerg. Les dues havien de ser dirigides per Marc Albrecht i tindrien escenografia d'Andreas Homoki, i hi cantaven Greer Grimsley, Klaus Florian Vogt, Natascha Petrinsky, Marie Arnet, Isabel Bayrakdarian i, a El nan, Cosmin Ifrim. El gerent, Joan Francesc Marco, arran de les retallades pressupostàries provocades per la crisi econòmica, va cancel·lar-ne les sessions previstes (a l'abril), argumentant la baixa venda d'entrades anticipades. Igualment, va cancel·lar les sessions de Pelléas et Mélisande. L'import de les entrades va ésser retornat, però la imatge del teatre va quedar malmesa i va provocar protestes i crítiques de públic i autoritats. Finalment, el Pélleas va tornar a entrar en la programació, tornant les entrades als abonats que la volien: la confusió del procés va perjudicar l'assistència prevista. Fou, potser, l'episodi més discutible de la gestió del teatre per Marco durant la crisi.
| Temporada 2011-2012 del Liceu |                         |                    |                                                   | | | |                                  |  |
| Òpera                         | Compositor              | Director musical   | Director d'escena                                 | Papers principals | Segon repartiment                                                                                     | Producció | Dates                            |  |
| Faust                         | Charles Gounod          | Pierre Vallet      | Versió de concert                                 | Piotr Beczala, Krassimira Stoiànova, Erwin Schrott, Ludovic Tézier, Karine Deshayes, Julia Juon                                                                                               | | Gran Teatre del Liceu | 7 al 28 d'octubre                |  |
| Jo, Dalí                      | Xavier Benguerel        | Miquel Ortega      | Xavier Albertí                                    | Joan Martín-Royo, Marisa Martins, Antoni Comas i Ruano, Fernando Latorre, Hasmik Nahapetyan, Àlex Sanmartí                                                                                    | | Gran Teatre del Liceu / Teatro de la Zarzuela (Madrid) / Músicadhoy (Madrid) | 19 al 23 d'octubre               |  |
| Le Grand Macabre              | György Ligeti           | Michael Boder      | Àlex Ollé (La Fura dels Baus), Valentina Carrasco | Chris Merritt, Inés Moraleda, Ana Puche, Werner Van Mechelen, Frode Olsen, Ning Liang, Barbara Hannigan, Brian Asawa, Francisco Vas, Martin Winkler                                           | | Gran Teatre del Liceu / Théâtre Royal de la Monnaie (Brussel·les) / Opera di Roma / English National Opera (Londres)                                                                                            | 19 de novembre a l'1 de desembre |  |
| Linda di Chamounix            | Gaetano Donizetti       | Michael Boder      | Emilio Sagi                                       | Diana Damrau, Juan Diego Flórez, Silvia Tro Santafé, Pietro Spagnoli, Bruno de Simone, Simón Orfila                                                                                           | Mariola Cantarero, Ismael Jordi, Ketevan Kemoklidze, Fabio Capitanucci, Paolo Bordogna, Mirco Palazzi | Gran Teatre del Liceu / Opera di Roma | 20 de desembre al 8 de gener     |  |
| Il burbero di buon cuore      | Vicent Martín i Soler   | Jordi Savall       | Irina Brook                                       | Elena de la Merced, Veronique Gens, Patricia Bardon, David Alegret, Paolo Fanale, Marco Vinco                                                                                                 | | Gran Teatre del Liceu / Teatro Real (Madrid) | 27 de gener al 6 de febrer       |  |
| Les noces de Fígaro           | Wolfgang Amadeus Mozart | Christophe Rousset | Lluís Pasqual                                     | Maite Alberola, Ainhoa Garmendia, Borja Quiza, Joan Martín Royo, Maite Beaumont, Marie McLaughlin, Gianluca Buratto, Roger Padullés, Vicenç Esteve Madrid, Naroa Intxausti, Valeriano Lanchas | | Gran Teatre del Liceu / Welsh National Opera (Cardiff) | 28 de gener al 3 de febrer       |  |
| La bohème                     | Giacomo Puccini         | Víctor Pablo Pérez | Giancarlo del Monaco                              | Fiorenza Cedolins, Ramón Vargas, Christopher Maltman, Gabriel Bermúdez, Ainhoa Arteta, Carlo Colombara                                                                                        | Maria Luigia Borsi, Inva Mula, Angela Gheorghiu, Teodor Ilincai, Roberto Aronica, Samir Pirgu         | Teatro Real (Madrid) | 27 de febrer al 19 de març       |  |
| La flauta màgica              | Wolfgang Amadeus Mozart | Pablo González     | Joan Font (Comediants)                            | Pavol Breslik, Susanna Phillips, Joan Martín-Royo, Ruth Rosique, Georg Zeppenfeld, Albina Xaguimuràtova                                                                                       | | Orquestra Simfònica de Barcelona i Nacional de Catalunya / Cor del Gran Teatre del Liceu Coproducció: Gran Teatre del Liceu / Festival Mozart de A Coruña / Festival Internacional de Música y Danza de Granada | 24 al 28 d'abril                 |  |
| Adriana Lecouvreur            | Francesco Cilea         | Maurizio Benini    | David McVicar                                     | Barbara Frittoli, Roberto Alagna, Dolora Zajick, Giorgio Giuseppini, Joan Pons, Francisco Vas, Anna Alàs                                                                                      | Micaela Carosi, Daniela Dessì, Carlo Ventre, Fabio Armiliato                                          | Gran Teatre del Liceu / Royal Opera House Covent Garden (Londres) / Wiener Staatsoper / Opéra de Paris / San Francisco Opera                                                                                    | 14 de maig al 3 de juny          |  |
| Pelléas et Mélisande          | Claude Debussy          | Michael Boder      | Robert Wilson                                     | Yann Beuron, María Bayo, Laurent Naouri, John Tomlinson | | Opéra National de Paris / Festival de Salzburg (reposició realitzada en col·laboració amb el Teatro Real) | 27 de juny al 7 de juliol        |  |
| Aida                          | Giuseppe Verdi          | Renato Palumbo     | José Antonio Gutiérrez                            | Sondra Radvanovsky, Luciana D'Intino, Marcello Giordani, Zeljko Lucic, Vitalij Kowaljov, Josep Fadó                                                                                           | | Orquestra Simfònica i Cor del Gran Teatre del Liceu Coproducció: Gran Teatre del Liceu / Festival Internacional de Música de Santander                                                                          | 21 al 30 de juliol               |  |